# SBV Excelsior
El SBV Excelsior (Stichting Betaald Voetbal Excelsior) és un club de futbol neerlandès de la ciutat de Rotterdam, al districte de Kralingen-Crooswijk.

## Història

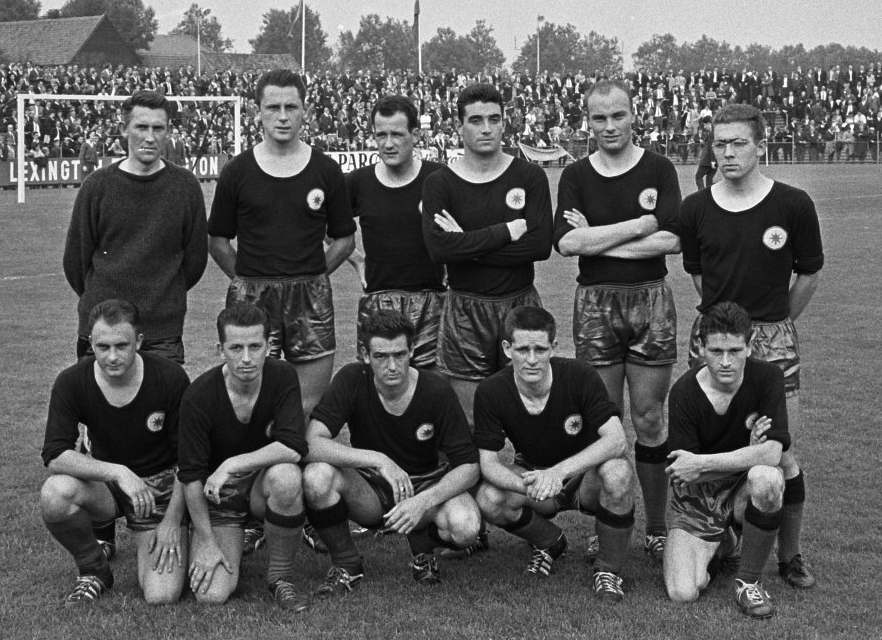
Excelsior la temporada 1963-64.

L'Excelsior nasqué el 23 de juliol de 1902 essent conegut com a Rotterdamse Voetbal en Atletiek Vereniging Excelsior (en català: Unió de futbol i atletisme Excelsior de Rotterdam).

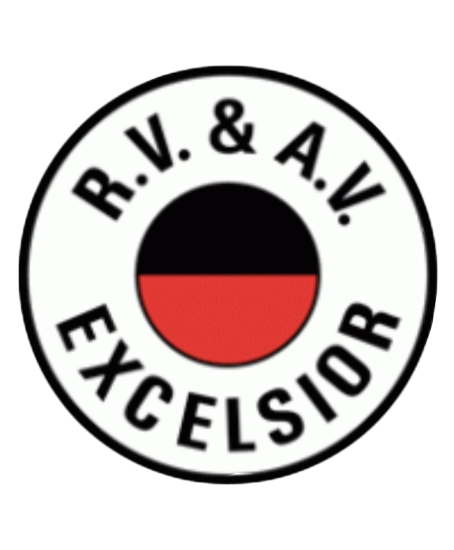
Logo de 1902 a 1985.
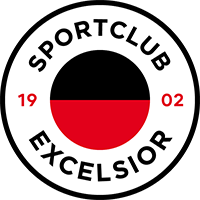
Logo de 1985 a 2002.
Logo de 2002 a 2021.
Logo de 2021.

## Palmarès
- Eerste Divisie:
  - 1973/1974, 1978/1979, 2005/2006

## Entrenadors
| Temporada(es) | Entrenador               |
| ------------- | ------------------------ |
| 1954–56       | Rinus Smits              |
| 1956–62       | Bob Janse                |
| 1962–68       | Rinus Smits              |
| 1968–70       | Bob Janse                |
| 1970          | Jaap Kouters             |
| 1970–71       | Bob Janse                |
| 1971–73       | Joop Castenmiller        |
| 1973–75       | Ben Peeters              |
| 1975–76       | Thijs Libregts Bob Janse |
| 1976–80       | Thijs Libregts           |
| 1980–82       | Hans Dorjee              |
| 1982–86       | Rob Jacobs               |
| 1986–88       | Henk Wullems             |
| 1988–90       | Joop van Daele           |
| 1990          | Martin van der Kooy      |
| 1990–92       | Sándor Popovics          |
| 1992–94       | Cor Pot                  |
| 1994–95       | Rob Baan                 |

| Temporada(es) | Entrenador            |
| ------------- | --------------------- |
| 1995–96       | Hans van der Pluijm   |
| 1996-03       | Adrie Koster          |
| 2003–04       | Henk van Stee         |
| 2004–05       | John Metgod           |
| 2005–06       | Mario Been            |
| 2006–09       | Ton Lokhoff           |
| 2009–11       | Alex Pastoor          |
| 2011–12       | John Lammers          |
| 2012–13       | Leon Vlemmings        |
| 2013–14       | Jon Dahl Tomasson     |
| 2014–15       | Marinus Dijkhuizen    |
| 2015–16       | Alfons Groenendijk    |
| 2016–18       | Mitchell van der Gaag |
| 2018–19       | Adrie Poldervaart     |
| 2019–20       | Ricardo Moniz         |
| 2020–         | Marinus Dijkhuizen    |

## Jugadors destacats
- Brett Holman
- Thomas Buffel
- Gill Swerts
- Michel Bastos
- Sebastián Pardo
- Patrick Mtiliga
- Marc Nygaard
- Jordan Botaka
- Christian Gyan
- David Connolly
- Salomon Kalou
- Mounir El Hamdaoui
- Mario Been
- George Boateng
- Winston Bogarde
- Royston Drenthe (juvenil)
- Tim Vincken
- Ferry de Haan
- Oscar Moens
- Robin van Persie (juvenil)
- Graeme Rutjes
- Andwelé Slory
- Gaston Taument
- Luigi Bruins
- Kamohelo Mokotjo